# Elias H. Füllenbach
Elias H. Füllenbach (* 1977 in Düsseldorf) ist ein deutscher Theologe und Kirchenhistoriker, der sich vor allem mit dem christlich-jüdischen Verhältnis und der Zeit des Nationalsozialismus beschäftigt. Er gehört dem Dominikanerorden an und war von November 2014 bis Februar 2024 Prior des Düsseldorfer Dominikanerklosters an der Andreaskirche. Er ist Archivar der deutschen Dominikanerprovinz und zugleich Leiter des Instituts zur Erforschung der Geschichte des Dominikanerordens im deutschen Sprachraum in Köln.

## Leben
Nach dem Abitur 1996 trat Füllenbach in Worms dem Dominikanerorden bei. Von 1998 bis 2006 studierte er an der Universität Bonn katholische Theologie, Geschichte und Kunstgeschichte sowie am Martin-Buber-Institut der Universität Köln Judaistik. Von 2000 bis 2001 absolvierte er ein Auslandsstudienjahr in Oxford.
Im Mai 2006 wurde Füllenbach in Köln zum Priester geweiht. Von 2006 bis 2012 war er Kaplan im linksrheinischen Düsseldorf und von 2006 bis 2011 zugleich wissenschaftlicher Mitarbeiter am Lehrstuhl für mittlere und neuere Kirchengeschichte an der Universität Bonn. Im Wintersemester 2009/2010 nahm er einen Lehrauftrag am Institut für Katholische Theologie der Universität des Saarlandes in Saarbrücken wahr.
Füllenbach wurde 2019 in den Vorstand des Deutschen Koordinierungsrats der Gesellschaften für Christlich-Jüdische Zusammenarbeit gewählt. Seit 1998 gehört er auch dem Vorstand der Düsseldorfer Gesellschaft für christlich-jüdische Zusammenarbeit an. Zugleich ist er katholischer Gast im Ausschuss „Christen und Juden“ der Evangelischen Kirche im Rheinland. Bis 2018 gehörte er auch dem wissenschaftlichen Beirat der deutschen Edith-Stein-Gesellschaft an.
Im Auftrag der deutschen Ordensprovinz initiierte er in Regensburg eine Ausstellung zum 800-jährigen Jubiläum des Dominikanerordens, die am 10. Mai 2016 unter dem Titel „Mehr als Schwarz & Weiß“ eröffnet wurde.
Füllenbach ist Urenkel des ersten Düsseldorfer Nachkriegsoberbürgermeisters Wilhelm Füllenbach.

## Publikationen

### Bücher
- (zusammen mit Walter Homolka): Leo Baeck. Eine Skizze seines Lebens. Gütersloh 2006.
- St. Andreas in Düsseldorf – Die Hofkirche und ihre Schätze. Zum 350. Geburtstag des Kurfürsten Johann Wilhelm von der Pfalz. Hrsg. vom Dominikanerkloster Düsseldorf, Redaktion: Elias H. Füllenbach / Antonin Walter. Düsseldorf 2008.
- (zusammen mit Walter Homolka): Rabbiner Leo Baeck. Ein Lebensbild. Teetz / Berlin 2008 (Jüdische Miniaturen, Bd. 75).
- Dominikaner und Juden. Personen, Konflikte und Perspektiven vom 13. bis 20. Jahrhundert / Dominicans and Jews. Personalities, Conflicts, and Perspectives from the 13th to the 20th Century. Hrsg. von Elias H. Füllenbach OP und Gianfranco Miletto, Berlin/München/Boston 2015 (Quellen und Forschungen zur Geschichte des Dominikanerordens, Neue Folge, Bd. 14).
- Die deutschen Dominikaner und Dominikanerinnen im Mittelalter. Hrsg. von Sabine von Heusinger, Elias H. Füllenbach, Walter Senner und Klaus-Bernward Springer. Berlin 2016 (Quellen und Forschungen zur Geschichte des Dominikanerordens, Neue Folge, Bd. 21).
- Mehr als Schwarz und Weiß. 800 Jahre Dominikanerorden. Hrsg. von Elias H. Füllenbach unter Mitarbeit von Susanne Biber. Regensburg 2016.

### Aufsätze (Auswahl)
- Die Heiligsprechung Edith Steins – Hemmnis im christlich-jüdischen Dialog? In: Freiburger Rundbrief, N. F. 6 (1999), S. 3–20.
- Hieronymus de Moravia OP. Ein Musiktheoretiker des 13. Jahrhunderts. In: Wort und Antwort, 42 (2001), S. 41–43.
- (zusammen mit Lars Rensmann:) Der Holocaust im Zeitalter der Genozide. Eine wissenschaftliche Konferenz zu Geschichte und Gedenken. In: Freiburger Rundbrief, N. F. 8 (2001), S. 103–108.
- „Vergesset nicht – es ist unsre gemeinsame Welt“. Zukünftige Aufgaben christlich-jüdischer Zusammenarbeit in Deutschland. In: 50 Jahre Gesellschaft für Christlich-Jüdische Zusammenarbeit Düsseldorf e. V. (Festschrift). Düsseldorf 2001, S. 77–83.[6]
- Auschwitz als Krise christlicher Theologie. Zum Kölner Edith-Stein-Denkmal von Bert Gerresheim. In: Edith Stein Jahrbuch, 10 (2004), S. 175–192.
- Ein Außenseiter als Sündenbock? Der Fall Josef Nadler. In: Kritische Ausgabe, 8 (2004), Heft 2, S. 25–30.[7]
- Pater Ludwig Maria (Nikolaus Modest) Paly. In: Zeugen für Christus. Das deutsche Martyrologium des 20. Jahrhunderts. Hrsg. von Helmut Moll im Auftrag der Dt. Bischofskonferenz. 4., vermehrte u. aktualisierte Aufl., Paderborn u. a. 2006, S. 1346–1350. Ludwig Maria Paly
- Shock, Renewal, Crisis: Catholic Reflections on the Shoah. In: Antisemitism, Christian Ambivalence, and the Holocaust. Hrsg. v. Kevin P. Spicer, published in association with the United States Holocaust Memorial Museum Washington, D.C., Bloomington, IN 2007, S. 201–234.
- Die Stellungnahme Kardinal Kaspers zur neuen Karfreitagsfürbitte. In: „… damit sie Jesus Christus erkennen“. Die neue Karfreitagsfürbitte für die Juden. Hrsg. von Walter Homolka und Erich Zenger. Freiburg i. Br. 2008 (Theologie kontrovers), S. 106–114.
- Vom Paulus zum Saulus. Christliche und jüdische Paulusauslegung im 20. Jahrhundert. In: Wort und Antwort, 49 (2008), S. 100–104.
- Aachen – Dominikaner. In: Nordrheinisches Klosterbuch. Lexikon der Stifte und Klöster bis 1815, Teil 1: Aachen bis Düren. Hrsg. von Manfred Groten u. a. Siegburg 2009 (Studien zur Kölner Kirchengeschichte, Bd. 37,1), S. 45–51.
- Scholastik. In: Handbuch des Antisemitismus. Judenfeindschaft in Geschichte und Gegenwart, Bd. 3: Begriffe, Theorien, Ideologien. Hrsg. von Wolfgang Benz, Berlin/New York 2010, S. 295–297.
- (zusammen mit Klaus-Bernward Springer:) Wilms, Hieronymus Maria. In: Biographisch-Bibliographisches Kirchenlexikon (BBKL). Band 31, Bautz, Nordhausen 2010, ISBN 978-3-88309-544-8, Sp. 1486–1491.
- St. Andreas in der Düsseldorfer Altstadt. In: Orte der Düsseldorfer Malerschule. Spuren der Künstler in Düsseldorf. Hrsg. vom Rheinischen Verein für Denkmalpflege und Landschaftsschutz, Neuss 2011 (Rheinische Kunststätten, Heft 528), S. 68–69.
- Dominikanerorden. In: Handbuch des Antisemitismus. Judenfeindschaft in Geschichte und Gegenwart, Bd. 5: Organisationen, Institutionen, Bewegungen. Hrsg. von Wolfgang Benz. Berlin/Boston 2012, S. 215–221.
- Albertus Magnus als Bischof von Regensburg. In: Analecta Coloniensia 10/11 (2012), S. 131–150.
- (zusammen mit Bastian Fleermann): “…diese Mörder nennen sich Nationalsozialisten”. Der Brief einer Düsseldorferin an den Vatikan aus dem Jahre 1933. In: Düsseldorfer Jahrbuch. Beiträge zur Geschichte des Niederrheins, 83 (2013), S. 405–418.
- Die Dominikaner zwischen Thomismus und Modernismusverdacht. Die Studienhäuser des Ordens in Europa und ihre Verbindungen. In: Transnationale Dimensionen wissenschaftlicher Theologie. Hrsg. von Claus Arnold und Johannes Wischmeyer. Göttingen 2013 (Veröffentlichungen des Instituts für Europäische Geschichte Mainz, Abt. für Abendländische Religionsgeschichte, Beiheft 101), S. 169–193.
- „Freunde des alten und des neuen Gottesvolkes“. Theologische Annäherungen an das Judentum nach 1945. In: Rottenburger Jahrbuch für Kirchengeschichte, 32 (2013), S. 235–252.
- Räumlicher Kontext: Die Stadtkirche und die Wittenberger Judensau. In: Der Jude als Verräter. Antijüdische Polemik und christliche Kunst. Eine Arbeitshilfe zum Wittenberger „Reformationsaltar“ von Lucas Cranach dem Älteren im Kontext des christlich-jüdischen Verhältnisses. Hrsg. von der Evangelischen Kirche im Rheinland, Düsseldorf 2014, S. 16–18.[8]
- Katholische Initiativen gegen den Antisemitismus und die Anfänge des christlich-jüdischen Dialogs in Deutschland. In: Freiburger Rundbrief, N. F. 22 (2015), S. 2–19.
- Dominikanische Spiritualität. In: Thomas Handbuch. Hrsg. von Volker Leppin. Tübingen 2016, S. 121–126.
- Kanonisation. In: Thomas Handbuch. Hrsg. von Volker Leppin. Tübingen 2016, S. 426–430.
- Josef Nadler. In: Handbuch der völkischen Wissenschaften. Akteure, Netzwerke, Forschungsprogramme. Hrsg. von Michael Fahlbusch, Ingo Haar und Alexander Pinwinkler. 2. vollst. überarb. u. erw. Aufl. Berlin 2017, S. 533–540.
- Judentum / Antisemitismus. In: Edith Stein-Lexikon. Hrsg. von Marcus Knaup und Harald Seubert. Freiburg i. Br. 2017, S. 207–210.
- Hunting Dogs? Dominican Mission to the Jews in the Thirteenth and Fourteenth Centuries. In: Archivum Fratrum Praedicatorum, N. S. 2 (2017), S. 157–168.
- "Deutsche Katholiken schreiben dem Papst". Die Initiative von Gertrud Luckner um die Promulgation von "Nostra aetate" (Frühjahr 1965). In: Katholikinnen und das Zweite Vatikanische Konzil. Petitionen, Berichte, Fotografien. Hrsg. von Regina Heyder und Gisela Muschiol. Münster 2018, S. 214–222.
- Bibel- und Hebräischstudien italienischer Dominikaner des 15. und 16. Jahrhunderts. In: Bibelstudium und Predigt im Dominikanerorden. Geschichte, Ideal, Praxis. Hrsg. von Viliam Stefan Doci und Thomas Prügl. Rom 2019, S. 255–271.
- Die „Hunde des Herrn“ auf der Jagd. Dominikanische Judenmission im 13. und 14. Jahrhundert. In: Zeitschrift für Missionswissenschaft und Religionswissenschaft 103 (2019), S. 5–13.
- Vorwort / Foreword. In: Göttliche Welten. Glaubensbilder aus 4000 Jahren / Divine Worlds. 4000 Years of Sacred Images. Hrsg. von Daniela Antonin und Christina Kallieris, Wuppertal 2020, S. 8–11.
- Odilo Braun OP (1899-1981). In: Wort und Antwort 62 (2021), S. 84–88.
- The Canonization of Albert the Great in 1931. In: Fra trionfi e sconfitte. „Politica della santità“ dell'Ordine dei predicatori. Hrsg. von Viliam S. Doci und Gianni Festa. Rom 2021, S. 131–147.
- Der „Freiburger Rundbrief“. Katholische Pioniere im christlich-jüdischen Dialog. In: Auf Zukunft hin. 1700 Jahre jüdisches Leben in Deutschland. (Herder Thema). Freiburg i. Br. 2021, S. 54–56.
- Pater Franziskus Maria Stratmann OP und die „Judenfrage“. In: Frieden als katholische Aufgabe. Leben und Werk von Franziskus M. Stratmann OP. Hrsg. von Laurentius Höhn, Thomas Nauerth und Egon Spiegel. Freiburg i. Br. u. a. 2022 (Dominikanische Quellen und Zeugnisse, Bd. 26), S. 96–152.
- (zusammen mit Susana Bullido del Barrio): KÖLN – Dominikaner (1220/21–1802). In: Nordrheinisches Klosterbuch. Lexikon der Stifte und Klöster bis 1815, Teil 3: Köln. Hrsg. von Manfred Groten u. a. Siegburg 2022 (Studien zur Kölner Kirchengeschichte, Bd. 37,3), S. 143–157.
- Warum „eine Beteiligung an der Brüderlichkeitswoche abzulehnen ist“. Die Kritik Gertrud Luckners und ihres Freiburger Kreises am Deutschen Koordinierungsrat der Gesellschaften für Christlich-Jüdische Zusammenarbeit. In: Münchner Beiträge zur jüdischen Geschichte und Kultur 17 (2023), S. 30–42.
- Luckner, Gertrud. In: NDB-online (veröffentlicht am 1. Oktober 2023): Luckner, Gertrud. Abgerufen am 28. Juni 2024.
- Rheinland und Preußen. Regionale und konfessionelle Identitätsbildungsprozesse und ihre Verschränkungen mit dem hermesianischen Streit. In: Georg Hermes (1775-1831). Rationale Glaubensbegründung, theologische Konflikte und regionale Identitätsbildung im frühen 19. Jahrhundert. Hrsg. von Benjamin Dahlke und Klaus Unterburger. Münster 2024, S. 223–283.
- Vorwort. In: Inge Zacher, St. Andreas in Düsseldorf. Kirche in vier Jahrhunderten. Düsseldorf 2024, S. 7–10.
- Pagninus, Santes. In: Encyclopedia of the Bible and Its Reception (EBR), Bd. 22 (2024), Sp. 1097–1099.
- The Preacher as a Dog – Some Remarks on the Dog Motif in Early Dominican Iconography. In: Von unbequemen Dominikanern, organisierten Handwerkern und gefertigten Dingen. Festschrift für Sabine von Heusinger zum 60. Geburtstag. Hrsg. von Julia Bruch, Eva-Maria Cersovsky und Andreas Lehnertz (Mittelalter. Interdisziplinäre Forschung und Rezeptionsgeschichte, Beihefte 5,2), S. 28–45 (veröffentlicht am 18. Juli 2025), DOI: https://doi.org/10.26012/mittelalter-34554.